# Bosanski lonac
Le bosanski lonac est un ragoût de légumes bosniaque,, une spécialité culinaire appréciée pour son goût riche et sa flexibilité. Les recettes du bosanski lonac varient beaucoup en fonction des préférences personnelles et régionales, mais les principaux ingrédients comprennent généralement de la viande et des légumes en morceaux. Le plat peut contenir des viandes mélangées. Il a été décrit comme un plat national de Bosnie-Herzégovine.

## Histoire
Le bosanski lonac a été sur les tables des riches et des pauvres pendant des centaines d'années. Les riches préparaient le plat avec plus de viande et d'autres ingrédients coûteux, tandis que les pauvres utilisaient ce qui était disponible. Les ingrédients typiques sont les suivants : bœuf, agneau, poivrons, chou, pommes de terre, tomates, carottes, persil, ail, poivre en grains (entiers, non moulus). De nombreux légumes ou viandes différents peuvent être utilisés. Le bosanski lonac se prépare en superposant viande et légumes (en alternant les couches de viande et de légumes jusqu'à ce que la marmite soit pleine) dans une casserole profonde, puis en ajoutant 1 à 2 dl d'eau. Les ingrédients sont généralement coupés en gros morceaux plutôt que finement hachés ou émincés.

## Préparation
À l'origine, le bosanski lonac était préparé dans des pots en céramique et cuit dans un foyer ou une fosse dans le sol. Aujourd'hui, avec la disponibilité décroissante des foyers pour la cuisson, de nombreux cuisiniers utilisent un pot ordinaire et une cuisinière.
En raison de la taille de la viande (généralement de l'agneau, du veau et du bœuf) et des légumes (choux, pommes de terre, carottes, tomates), il faut environ quatre heures ou plus pour cuire correctement le plat.